# Вероника Черняковской
Веро́ника Черняко́вской (лат. Veronica czerniakowskiana) — многолетнее травянистое растение, вид рода Вероника (Veronica) семейства Подорожниковые (Plantaginaceae).
Вид назван в честь советского ботаника Екатерины Георгиевны Рейнеке-Черняковской.

## Распространение и экология
Территория бывшего СССР: Копетдаг; Иран (Копетдаг). Описан из Копетдага.
Произрастает на каменистых склонах гор, среди можжевельников и в степном поясе, на высоте 1200—2400 м над уровнем моря.

## Ботаническое описание
Корень деревянистый, тонкий, сильно ветвистый. Стебли многочисленные, высотой 8—25 см, тонкие, извилистые, ветвистые, опушённые короткими изогнутыми волосками, особенно обильными в верхней части растения и на оси соцветия.
Листья супротивные, на черешках, длиной 1—4 мм, чаще тройчатые, пальчатолопастные, реже 4—5-раздельные или рассечённые, округло-яйцевидные, с обеих сторон короткопушковатые или почти голые, с цельнокрайными, продолговато-ромбическими или обратнояйцевидными лопастями, длиной 2—6 мм, шириной 3—4 мм, на верхушке островатыми, из которых средняя лопасть крупнее остальных. Нижние — иногда цельные, округло-лопатчатые.
Кисти боковые и конечные, рыхлые, длиной 1—1,5 см, малоцветковые. Цветоножки прямостоячие или изогнутые, очень густо и щетинисто опушённые, длиной 2—4 мм, сначала короче, позднее равны чашечке; прицветники на коротких черешках, превышают или равны цветоножкам, яйцевидно-ромбические, цельные и цельнокрайные. Чашечка четырёхраздельная, доли длиной около 3 мм, сросшиеся при основании на четверть и стянутые, щетинистоволосистые, продолговато-яйцевидные, несколько расширенные на верхушке, туповатые; венчик пурпуровый, диаметром 5—9 мм, его доли снаружи щетинисто волосистые. Тычинки короче или равны венчику; пыльники длиной около 1 мм, эллиптические.
Неразвитая коробочка густо и коротко волосистая, округлая или округло-яйцевидная, без выемки, почти не превышает сросшуюся часть чашечки, то есть длиной около 1 мм; развитая коробочка длиной 3 мм, шириной 4 мм, сплюснутая, широко выемчатая, густо и коротко опушенная, сердцевидная, у основания клиновидная. Семена плоско-выпуклые, гладкие.
Цветёт в апреле — июне.

## Таксономия
Вид Вероника Черняковской входит в род Вероника (Veronica) семейства Подорожниковые (Plantaginaceae) порядка Ясноткоцветные (Lamiales).
|  |                                      |  |                                                             |                                                             |                          |  | ещё 21 семейство (согласно Системе APG II) | ещё 21 семейство (согласно Системе APG II) |                           |  |  |  | ещё от 300 до 500 видов |
|  |                                      |  |                                                             |                                                             |                          |  | ещё 21 семейство (согласно Системе APG II) | ещё 21 семейство (согласно Системе APG II) |                           |  |  |  | ещё от 300 до 500 видов |
|  |                                      |  |                                                             | порядок Ясноткоцветные                                      |                          |  |                                            |                                            | род Вероника              |  |  |  |                         |
|  |                                      |  |                                                             | порядок Ясноткоцветные                                      |                          |  |                                            |                                            | род Вероника              |  |  |  |                         |
|  | отдел Цветковые, или Покрытосеменные |  |                                                             |                                                             | семейство Подорожниковые |  |                                            |                                            | вид Вероника Черняковской |  |  |  |                         |
|  | отдел Цветковые, или Покрытосеменные |  |                                                             |                                                             | семейство Подорожниковые |  |                                            |                                            |                           |  |  |  |                         |
|  |                                      |  | ещё 44 порядка цветковых растений (согласно Системе APG II) | ещё 44 порядка цветковых растений (согласно Системе APG II) |                          |  |                                            | ещё 90 родов                               | ещё 90 родов              |  |  |  |                         |
|  |                                      |  |                                                             | ещё 44 порядка цветковых растений (согласно Системе APG II) |                          |  |                                            |                                            | ещё 90 родов              |  |  |  |                         |